# دانيال بيتريك
دانيال بيتريك (بالإنجليزية: Daniel Petric)‏ (وُلد في 24 أغسطس 1991)، هو قاتل مدان من مدينة ويلينغتون في ولاية أوهايو الأمريكية. أطلق بيترك النار على والديه في سن السادسة عشر بعد أن صادر والده نسخة لعبة هيلو 3 الخاصة به. توفيت والدته في الحادث في حين تعرض والده لإصابات خطيرة لكنه تمكن من التعافي بعدها.

## خلفية
بدأ الخلاف بين دانيال ووالديه عندما منعاه من شراء ولعب لعبة هيلو 3، وذلك بسبب اعتقادهما احتواء اللعبة على محتوى شديد التطرف بالنسبة لصبي في عمره. شهدت أخت بيتريك، هيدي بيتريك، أمام المحكمة وقالت إن أخاها لم يلعب اللعبة حتى إصابته بعدوى المكورة العنقودية جراء تعرضه لإصابة في أثناء التزلج جعلته طريح الفراش. تعرف بيترك على لعبة هيلو بعد زيارته بيت صديقه، ما جعله يرغب باقتناء نسخة منها. كان والده، مارك بيتريك، قسًا في جمعية الحياة الجديدة الإلهية في مدينة ويلينغتون. اعترض والداه كلاهما على فكرة لعب ابنهما لعبة إلكترونية عنيفة ولم يجداها ملائمة له.
ادعى مارك لاحقًا إخبار دانيال أنه في حال شرائه أي لعبة فيديو عنيفة فإنه سيتخلى عنه، وهذا ما لم يرق لدانيال. شهد مارك أمام المحكمة بتسلل دانيال ليلًا من المنزل بصورة منتظمة دون علم أي من والديه وذهابه لشراء ألعاب الفيديو العنيفة المرفوضة من قبل والديه، واستعمل هذه الطريقة أيضًا في شراء لعبة هيلو 3 بعد إطلاقها بفترة قصيرة. لعب دانيال هذه اللعبة لنحو 18 ساعة متواصلة في بعض الأحيان، وذلك بسبب كونه طريح الفراش جراء إصابته بالعدوى البكتيرية. أمسكت به والدته سوزان في أثناء لعبه هذه اللعبة وأخبرت والده مارك بذلك، ما دفع الأخير لمصادرة اللعبة من دانيال جراء مخالفته تعليمات والديه. وضع مارك اللعبة في خزنة، والتي احتوت أيضًا على مسدس تورس بي تي 92 عيار 9 ملم.

## إطلاق النار
استعمل دانيال مفاتيح والده لفتح الخزنة واستعادة اللعبة بالإضافة إلى أخذه مسدس والده الموجود فيها، وذلك في 20 أكتوبر عام 2007، أي بعد أسبوع من مصادرة اللعبة. تشير تقارير المحكمة إلى وقوف دانيال خلف والديه في أثناء استرخائهما على الأريكة في غرفة المعيشة وقال:«هل يمكنكما أن تُغلقا أعينكما، لدي مفاجأة لكما». شرع دانيال بعد ذلك بإطلاق النار على والديه كليهما. قال والده إنه «أحس بخدر في رأسه ورأى الدماء تتدفق من جمجمته». أطلق دانيال النار على والدته في مناطق الرأس والذراعين والصدر، ما تسبب بمقتلها.
شهد والده في المحكمة أنه وبعد إطلاقه النار على والديه، حاول دانيال جعل الحادثة تبدو كحادثة قتل مع الانتحار عن طريق وضع المسدس في يد والده وقوله: «أبي، هذا هو مسدسك، خذه». بعد بضع دقائق، جاءت أخته وزوجها، هيدي وأندرو آرتشر، إلى البيت لمشاهدة لعبة بيسبول معًا. كذب دانيال عليهما ومنعهما من الدخول بحجة نشوب شجار بين والديه. بعد ذلك، سمعوا أنينًا، فاندفعوا إلى الداخل ليكتشفوا آثار إطلاق النار. اتصلت هيدي بالشرطة، وحاول دانيال الهروب قبل قدومهم من خلال قيادة شاحنة العائلة مع وضعه لعبة هيلو 3 في مقعد الراكب. لحقت به الشرطة وأجبرته على الترجل من الشاحنة من خلال قطع الطريق أمامه. صرخ دانيال في أثناء اعتقاله من قبل الشرطة بجملة: «أطلق أبي النار على أمي!».

## المحاكمة
عُقدت محاكمة دانيال في 15 ديسمبر عام 2008 في محكمة القانون العام التابعة لمقاطعة لورين في ولاية أوهايو أمام القاضي جيمس بيرغ. لم تكن هناك هيئة محلفين في المحاكمة. ادعى محامي الدفاع الخاص به، جيمس كيرسي، أن دانيال كان أكثر عرضة للتأثر باللعبة بسبب تعرضه لقدر كبير من الضغط النفسي نتيجة إصابته بالعدوى. وأشار إلى أن حالته الذهنية لم تسمح له بفهم عواقب إطلاق النار على والديه، بسبب لعبه هذه اللعبة لفترة طويلة جدًا لدرجة عدم استيعابه فكرة أن الموت حقيقي وأبدي.
لم يوافق محامي الادعاء على هذا، وقال إن دانيال لم يُظهر أي شعور بالندم على أفعاله وإنه حاول تصوير الحادثة كمحاولة انتحار من خلال وضع المسدس في يد والده. حوكم دانيال بتهمة القتل. لم يكن من الممكن الحكم على دانيال بالإعدام بسبب صغر سنه. حكم القاضي عليه بالسجن المؤبد مع إمكانية إطلاق السراح المشروط بعد 23 سنة، وكان هذا الحد الأدنى من العقوبة. كانت العقوبة القصوى التي واجهها دانيال هي السجن المؤبد دون إطلاق السراح المشروط وهو ما أوصى به محامي الادعاء. سُلط الضوء على هذه القضية في الصحف والمقالات المتعلقة بإدمان ألعاب الفيديو وعنف ألعاب الفيديو. علقت شركة مايكروسوفت صاحبة لعبة هيلو 3 بقولها: «نحن على علم بالموقف وإنها لقضية مأساوية».